# Начално училище „Христо Смирненски“
Начално училище „Христо Смирненски“ се намира в Бяла Слатина.
Създадено е през 1961 г. Училището се включва активно в национални и общински празници и мероприятия.